# Âge d'or de l'animation américaine

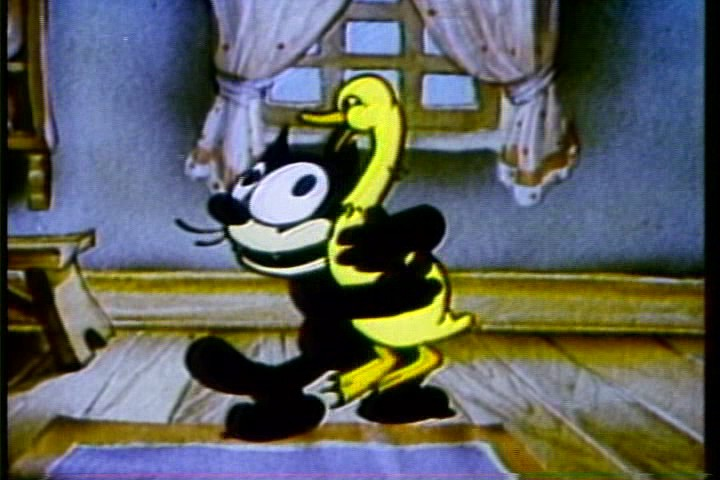
Félix le Chat, l'un des personnages ayant marqué l'âge d'or de l'animation américaine.

L'âge d'or de l'animation américaine désigne une période marquée dans l'histoire de l'animation américaine ayant débuté par l'animation sonore des cartoons en 1928 et s'est terminée progressivement à partir des années 1960, lorsque des courts-métrages animés se sont popularisés à la télévision. De nombreux personnages célèbres ayant émergé de cette période incluent: Mickey Mouse, Bugs Bunny, Donald Duck, Daffy Duck, Betty Boop, Tom et Jerry, Woody Woodpecker, Super-Souris, Mr. Magoo, Fauntleroy Fox et Crawford Crow, la Panthère rose ou les premières adaptations animées de Popeye, Casper, Petite Lulu et Superman.
Des longs-métrages ont également émergé de cette période, notamment depuis les premiers films des années 1930 et 1940: Blanche-Neige et les Sept Nains, Les Voyages de Gulliver, Pinocchio, Fantasia, Dumbo, Douce et Criquet et Bambi, jusqu'aux derniers longs métrages d'animation originaux de Walt Disney avec Le Livre de la jungle et Les Aristochats. L'animation débute également à la télévision durant cette période avec Crusader Rabbit et les premières versions de Rocky et Bullwinkle. Comprenant la période classique des premières séries animées de Hanna-Barbera: Roquet Belles-Oreilles, Grangallo Tirevite, Les Pierrafeu, Yogi l'ours, Le Pacha, Wally Gator et Les Jetson, en plus de Les Fous du volant et des courts métrages d'animation de Loopy De Loop pour le cinéma,. Au cours de cette période, plusieurs films d'action réelle incluant de l'animation ont été réalisés, tels que Saludos Amigos, Escale à Hollywood, Mélodie du Sud, Traversons la Manche, Mary Poppins et L'Apprentie sorcière. De même, l'animation stop motion et les effets spéciaux ont également été développés, avec des films tels que King Kong, Le Monstre des temps perdus, Hansel et Gretel, Planète interdite, Le Septième Voyage de Sinbad, Jason et les Argonautes et 2001, l'Odyssée de l'espace.

## Productions Walt Disney
Peu après son retour de la Première Guerre mondiale à Kansas City (Missouri), Walt Disney décide de se lancer dans le dessin caricatural des politiques et dans les bandes dessinées. Cependant, personne ne voulait engager Disney ; son frère aîné Roy, travaillant à cette époque en tant que banquier, lui obtient donc un travail au Pesmen-Rubin Art Studio dans lequel il a créé des publicités pour des journaux, magazines et salles de cinéma. Là-bas, il rencontre Ub Iwerks, et deviennent tous deux amis en janvier 1920, époque durant laquelle ils décideront de fonder Iwerks-Disney Commercial Artists. Mais l'entreprise connait des débuts difficiles et Walt sentait qu'il ne pouvait s'occuper seul des studios.
Employé au studio, il y réalise des extraits en cut-out pour les salles de cinéma. Walt devient fasciné par l'art et décide de devenir animateur. Il emprunte donc une caméra de son travail et loue dans une bibliothèque un ouvrage intitulé Animated Cartoons: How They Are Made, Their Origin and Development d'Edwin G. Lutz, puis décide que l'animation par images composites serait une animation de bien meilleure qualité et il décide de fonder son propre studio d'animation. Walt s'associe avec Fred Harman et les deux créent leur premier film, The Little Artist qui n'était rien d'autre qu'un artiste (Disney) prenant une pause et fumant une cigarette. Fred Harman abandonne le projet, mais Disney pouvait conclure un contrat avec Frank L. Newman et animer un cartoon par ses propres moyens,. Il introduit le style d'animation rubber hose, où les membres (notamment les bras) des personnages sont dépourvus d'articulations et peuvent être extensibles afin d'être plus expressifs.

## Warner Bros.

### La création de nouvelles vedettes

Logo Looney Tunes, avec au milieu Bugs Bunny.

Dans un Merrie Melodie de 1935 réalisé par Friz Freleng intitulé Je n’ai pas de chapeau, Porky Pig fait sa première apparition à l’écran. Également en 1935, Leon Schlesinger engage un nouveau directeur d’animation qui procède à la revitalisation du studio : Tex Avery. Schlesinger confie à Avery la responsabilité des Looney Tunes à petit budget dans un vieux bâtiment bas et délabré que les animateurs ont nommé Termite Terrace. Sous Avery, Porky Pig remplacera la série Buddy et deviendra le premier personnage de dessin animé de Warner Bros. à devenir une vedette. Également chez Termite Terrace, l’animateur Bob Clampett redessine Porky d’un gros cochon potelé à un personnage plus mignon et enfantin.
Contrairement aux autres producteurs de dessins animés de l’époque, Avery n’a pas l’intention de concurrencer Walt Disney, mais apporte plutôt un nouveau style d’animation dingue et loufoque au studio qui augmentera la popularité des dessins animés de Warner Bros. sur le marché bondé. Cela est fermement établi en 1937 lorsque Tex Avery dirige Porky’s Duck Hunt (La chasse au canard de Porky). Pendant la production du court-métrage, l’animateur principal Bob Clampett élabore la sortie du personnage de Duck en le faisant sauter de haut en bas sur la tête, se retourner et crier dans le coucher du soleil. Cela crée le personnage de Daffy Duck. Après la création de Daffy, il ajoutera encore plus de succès aux dessins animés de Warner Bros. et remplacera Porky Pig comme le personnage animé le plus populaire du studio et Bob Clampett reprend Termite Terrace, tandis que Tex Avery reprend le département Merrie Melodies.
Le dessin animé nommé aux Oscars de 1940, A Wild Hare (Un lièvre sauvage) (dirigé par Avery), marque le début officiel de Bugs Bunny, ainsi que son premier jumelage avec Elmer Fudd (créé par Chuck Jones cette année-là). Bugs remplace rapidement Daffy en tant que meilleure vedette du studio. En 1942, Bugs devient le personnage de dessin animé le plus populaire. En raison du succès de Bugs, Daffy et Porky, le studio Schlesinger atteint maintenant de nouveaux sommets et Bugs devient rapidement la vedette des dessins animés en couleur Merrie Melodies, qui avaient été précédemment utilisés pour des apparitions de personnages ponctuelles. En 1942, les courts-métrages de Warner surpassent ceux de Disney en matière de ventes et de popularité.

## Metro-Goldwyn-Mayer

### Bill Hanna et Joe Barbera (1939 – 1958)
En 1939, William Hanna et Joseph Barbera commencent un partenariat qui durera plus de six décennies, jusqu’à la mort de Hanna en 2001. Le premier dessin animé du duo est Puss Gets the Boot (1940), présentant les tentatives d’une souris sans nom de tromper un chat domestique nommé Jasper. Bien que sorti sans fanfare, le court-métrage connaît un succès financier et critique, remportant une nomination aux Oscars pour le meilleur sujet de court-métrage (dessins animés) de 1940. Forts de la nomination aux Oscars et de la demande du public, Hanna et Barbera se mettent à produire une longue série de dessins animés de chats et de souris, baptisant bientôt les personnages Tom et Jerry.
Après être apparus dans Puss Gets the Boot, Tom et Jerry deviennent rapidement les vedettes des dessins animés de la MGM. Avec Hanna-Barbera en poche, le studio de dessins animés MGM peut finalement concurrencer Walt Disney dans le domaine des dessins animés. Les courts-métrages sont couronnés de succès dans les cinémas, de nombreux produits sous licence (bandes dessinées, jouets, etc.) sont lancés sur le marché et la série remportera douze autres nominations aux Oscars pour les sujets de courts-métrages (dessins animés) et sept des courts-métrages de Tom et Jerry gagneront l’Oscar : The Yankee Doodle Mouse (La souris part en guerre) (1943), Mouse Trouble (Jerry ne se laisse pas faire) (1944), Quiet Please! (Une tarte pour Tom) (1945), The Cat Concerto (Le Concerto du chat) (1946), The Little Orphan (Le Petit Orphelin) (1948), The Two Mouseketeers (Les deux mousquetaires) (1951) et Johann Mouse (1952). Tom et Jerry est finalement à égalité avec Disney’s Silly Symphonies en tant que série de dessins animés au cinéma la plus récompensée. Aucune autre série animée au cinéma basée sur des personnages n’a remporté plus de récompenses, ni aucune autre série mettant en vedette les mêmes personnages.

### Tex Avery (1941 – 1957)

Droopy.

Pendant ce temps, Tex Avery rejoint la MGM en 1941 et revitalise leur studio de dessin animé avec la même étincelle qui avait infusé les animateurs de Warner. Les chefs-d’œuvre surréalistes sauvages de Tex Avery de ses jours à la MGM établissent de nouvelles normes pour le divertissement « pour adultes » dans les dessins animés Code-era (L’ère du code). Tex Avery n’aime pas utiliser des personnages récurrents, mais reste fidèle à un personnage tout au long de sa carrière chez MGM avec Droopy, qui est créé dans Dumb-Hounded en 1943. Tex crée également Screwy Squirrel (Casse-noisettes) en 1944, mais Tex l’aime moins et arrête la série après cinq dessins animés. Il crée également le duo George et Junior inspiré de Des souris et des hommes en 1946, mais seulement quatre dessins animés sont produits. En 1953, Metro-Goldwyn-Mayer ferme l’unité Tex Avery. Fred Quimby prend sa retraite en 1955, Hanna et Barbera le remplaçant en tant que responsables des dessins animés restants de la MGM (y compris les sept derniers des dessins animés Droopy de Tex Avery) jusqu’en 1959, date à laquelle le studio ferme l’unité H-B, mettant fin à toutes les productions d’animation.

## Hanna-Barbera Productions

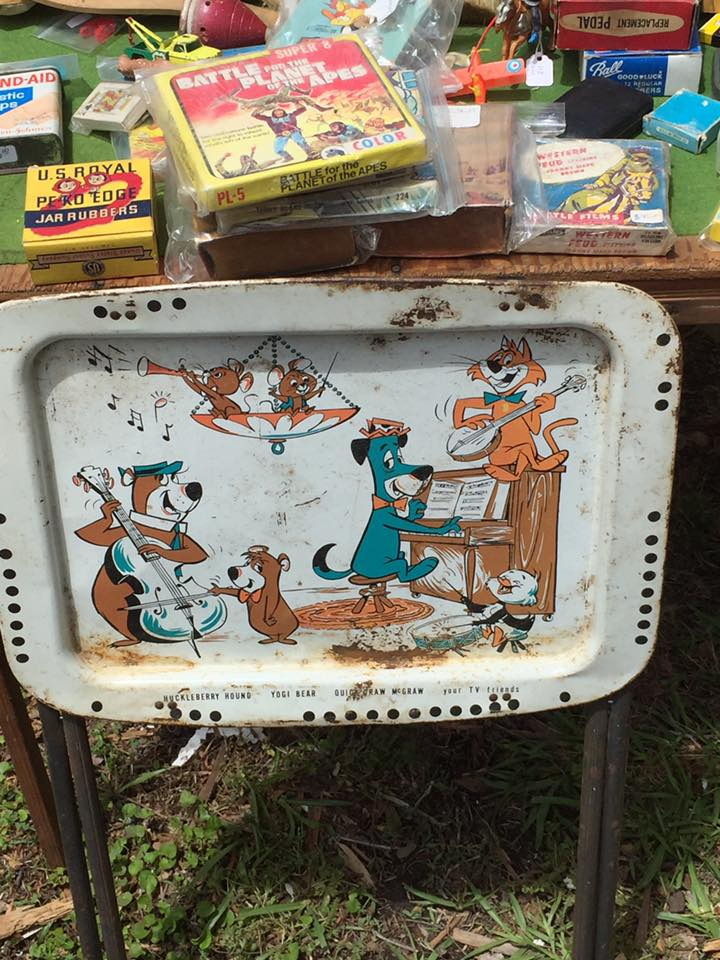
Plateau illustré avec des personnages de Hanna-Barbera dont Yogi l'ours, Roquet Belles-Oreilles et Mr. Jinks.

En 1946, le syndicat de l’animation de l’époque négocie une augmentation de salaire de 25 %, rendant les dessins animés plus chers à produire en général. Après le verdict de 1948 à la suite de l’affaire d’entente d’Hollywood, il n’y a plus de garantie de réservation des cinémas pour les dessins animés de quelque studio que ce soit, faisant de l’industrie une entreprise plus risquée, causant une baisse des ressources investies dans les courts-métrages de cinéma et provoquant un déclin progressif. Au début des années 1950, le média télévisuel commence à prendre de l’ampleur et l’industrie de l’animation commence à changer en conséquence. À la tête de ce changement se trouve le tandem de William Hanna et Joseph Barbera, les créateurs de Tom et Jerry. Le nouveau Hanna-Barbera utilise le style de l’animation limitée que l’UPA a mis au point. Avec cette animation limitée, Hanna et Barbera créent plusieurs personnages dont Huckleberry Hound (Roquet belles oreilles), The Flintstones (La Famille Pierrafeu), Yogi Bear (Yogi l’ours) et Top Cat (Le Pacha). Avec la popularité croissante de la télévision, qui comprenait les Saturday morning cartoons (Dessins animés du samedi matin), un déclin beaucoup plus important de la fréquentation des cinémas commence dans les années 1960. Pour faire face à la concurrence de la télévision, les cinémas font ce qu’ils peuvent pour réduire leurs propres coûts. Une manière de le faire est de réserver uniquement des personnages et d’éviter les frais de courts-métrages, jugés inutiles et trop chers. Ces quelques courts-métrages qui ont malgré tout trouvé le chemin des cinémas sont souvent perçus par les critiques comme étant inférieurs à leurs prédécesseurs.